# Темиров, Исатай Русланович
Исатай Темиров (род. 20 августа 1991, в городе Атырау, республики Казахстан) — профессиональный боец смешанных боевых искусств, представитель средней весовой категории. Выступает на профессиональной арене начиная с 2015 года.

Спортивный рекорд 10-5-1.

## Биография
Темиров Исатай родился 20 августа 1991 года в Казахстане город Атырау.
Проживает и сейчас в городе Атырау, Казахстан.
В 2013 году Исатай Темиров окончил Западно Казахстанский инженерно-технологический институт, Факультет по специальности «Информационные технологии».
С 2014 года является членом попечительского совета федерации Атырауской области по ММА.
В 2019—2024 годах работал специалистом в области информационной безопасности АО «Эмбамунайгаз», 
С 21 января 2025 года — является руководителем группы информационной безопасности АО «Эмбамунайгаз»,

## Спортивная карьера

### Любительская карьера
- 2-х кратный Чемпион Казахстана по Панкратиону
- 3-х кратный чемпион Казахстана по Жекпе-Жек[2]
- Призёр мира по Жекпе-Жек[3]
- Мастер спорта по ММА, и панкратиону
- Капитан профессионального клуба «MMA TOP TEAM ATYRAU»
- Чемпион мира в среднем весе промоушена NAIZA FIGHTER CHAMPIONSHIP[4]

### Профессиональная карьера
Исатаи Теміров представляет страну: Казахстан.
Начал свою профессиональную карьеру в 2015 году и на данный момент провёл боёв: 16, из которых победил 10 и проиграл 5 ничьи 1
Принимал участие в турнирах таких промоушенов как M1G, EFC, NFC.
Встречался в поединках с такими соперниками, как: Маикон Фортунато Лапа, Данила Приказа,Спенсер Джебб, Максим Трунов, Расул Мамаев, Денис Измоденов.

## Титулы и достижения
- Действующий профессиональный боец по ММА промоушена М-1 Globall[10]
- Победитель профессионального международного турнира — Battle of nomads 3[11]
- Победитель профессионального международного турнира — Battle of nomads 4
- Победитель профессионального международного турнира — Кубок Эмбамунайгаза
- Победитель профессионального международного турнира — NFC 8
- Победитель профессионального международного турнира Battle of nomads 10
- Победитель профессионального международного турнира — M-1 Challenge 102[12]
- Победитель профессионального международного турнира — M-1 Challenge 105[13]
- Победитель профессионального международного турнира — NFC 23
- Чемпион мира в среднем весе промоушена NAIZA FIGHTER CHAMPIONSHIP[14]

## Статистика ММА
| Боёв 16         | Побед 10 | Поражений 5 |
| --------------- | -------- | ----------- |
| Нокаутом        | 7        | 1           |
| Сдачей          | 2        | 0           |
| Решением        | 0        | 4           |
| Другие          | 1        | 0           |
| Ничьи           | 1        | 1           |
| Не состоявшихся | 0        | 0           |